# Juillé (Deux-Sèvres)
Juillé ist eine französische Gemeinde mit 99 Einwohnern (Stand: 1. Januar 2022) im Département Deux-Sèvres in der Region Nouvelle-Aquitaine (vor 2016 Poitou-Charentes). Sie gehört zum Arrondissement Niort und zum Kanton Mignon-et-Boutonne. 

## Geographie
Juillé liegt etwa 30 Kilometer südsüdöstlich von Niort. Umgeben wird Juillé von den Nachbargemeinden Brioux-sur-Boutonne im Norden, Asnières-en-Poitou im Osten und Süden, Ensigné im Südwesten sowie Villefollet im Westen.

## Bevölkerungsentwicklung
| Jahr                       | 1962 | 1968 | 1975 | 1982 | 1990 | 1999 | 2006 | 2013 |
| Einwohner                  | 136  | 150  | 139  | 110  | 95   | 108  | 95   | 105  |
| Quellen: Cassini und INSEE |      |      |      |      |      |      |      |      |

## Sehenswürdigkeiten
- Kirche Saint-Germain